# Certima minorata
Certima minorata är en fjärilsart som beskrevs av Paul Dognin 1911. Certima minorata ingår i släktet Certima och familjen mätare. Inga underarter finns listade i Catalogue of Life.